# كابوت موندي
كابوت موندي هي عبارة لاتينية تعني حرفيًّا عاصمة العالم. ويعود مصدر المصطلح من فهم الأوروبية الكلاسيكي للعالم المعروف آنذاك: أوروبا وشمال أفريقيا، وجنوب غرب آسيا. وذلك بسبب القوة الدائمة لروما القديمة والكنيسة الرومانية الكاثوليكية، وعلى هذا الأساس، حظيت واعتمدت مدينة روما لقب كابوت موندي أو «عاصمة العالم».

## روما
بدأ نمو تأثير روما في العالم القديم مع القرن الثاني قبل الميلاد حيث توسعّت الجمهورية الرومانية عبر جنوب أوروبا وشمال أفريقيا. لقرون الخمس المقبلة، حكمت روما معظم أنحاء العالم المعروفة. كان التأثير الثقافي للغة المحلية روما (وهي اللغة اللاتينية)، وكذلك كان لتأثير الفن والعمارة والقانون والدين والفلسفة الرومانية هائلة على العالم.
بحلول القرن الحادي عشر من خلال جهود غريغوري السابع، نجحت الكنيسة في روما بتأسيس واعلان نفسها بأنها «كيان مستقل من الناحية القانونية والسياسية داخل المسيحية الغربية». كانت الكنيسة الكاثوليكية في القرون الوسطى أقوى مؤسسة في أوروبا وأكثر عالميّة وديموقراطيّة، خصوصًا في المنظمات الرهبانية التي تتبع قوانين القديس بندكت. وغدت الأديرة الملجأ الثقافي والعلمي في أوروبا، وإليها لجأت مختلف النُخب لتبرز في الآداب والعلوم وغيرها من الثياب الرهبانيّة أو الأسقفيّة، ولعلّ نشاط دير كلوني أحد أبرز علائم تلك المرحلة.

## القسطنطينية
أصبحت المسيحية في عام 380 الديانة الرسمية للإمبراطورية الرومانية، وفي عام 330 قام الإمبراطور قسطنطين بنقل العاصمة من روما إلى القسطنطينية، والتي أصبحت مركز المسيحية الشرقية ومركز حضاري عالمي، فأضحت أعظم مدن العالم في ذلك العصر.
استمرت الإمبراطورية البيزنطية لأكثر من ألف سنة مع مركزها الدائما في القسطنطينية، بإستثناء الفترات بين 1204 و 1261، عندما كان مركزه في عواصم نيقية، طرابزون. كان يُطلق على المدينة باسم «عاصمة العالم» بسبب موقعها التجاري الرئيسي في وسط العالم في العصور الوسطى. واستمر هذا اللقب حتى على المدينة عندما كانت عاصمة الدولة العثمانية. كانت المدينة أيضًا مركز نصف العالم المسيحي حيث مقر كانت مقر بطريرك الكنيسة الأرثوذكسية الشرقية. وكانت القسطنطينية لفترات المدينة الرائدة في العالم المسيحي من حيث الحجم والثراء والتجارة والثقافة. فقد كان هناك نمو كبير في مجال التعليم والتعلم ممثلة بجامعة القسطنطينية ومكتبة القسطنطينية وجرى الحفاظ على النصوص القديمة وإعادة نسخها. كما ازدهر الفن البيزنطي وانتشرت الفسيفساء الرائعة في تزيين العديد من الكنائس الجديدة، وفي عصر الكومنينيون تجدد الاهتمام بالفلسفة الإغريقية الكلاسيكية، بالإضافة إلى تزايد الناتج الأدبي باليونانية العامية. احتل الأدب والفن البيزنطيان مكانة بارزة في أوروبا، حيث كان التأثير الثقافي للفن البيزنطي على الغرب خلال هذه الفترة هائلًا وذو أهمية طويلة الأمد. كما كانت القسطنطينية في فترات عدة رأس المال في العالم. ونقل عن نابليون بونابرت قوله: «إذا كانت الأرض دولة واحدة، فإن القسطنطينية ستكون عاصمة لها.» اليوم، اسم المدينة هو إسطنبول.

## لندن
كانت مدينة لندن عاصمة الإمبراطورية البريطانية وبالتالي تحولت لندن إلى واحدة من مراكز الأعمال الرائدة في العالم، فضلًا عن مراكز العالم الماليّة، والثقافيّة، وتأثيرها في السياسة، والتعليم، والتكنولوجيا، والترفيه، ووسائل الإعلام، والأزياء والفنون وضعها في مكانتها كمدينة عالميّة كبرى. العديد من أكبر الشركات في العالم توجد مقارها في لندن، وبالتالي أخذت المدينة دورًا مركزيًّا كجزء من الاقتصاد العالمي الأوسع.
بحسب مصادر عديدة أن مدينة لندن سبقت مدينة نيويورك كمركز مالي، ورسخّت مكانتها باعتبارها العاصمة المالية للعالم. بالإضافة إلى ذلك، وقد صنفت لندن كعاصمة العالم من حيث الثقافة، والأعمال التجارية، والإستعداد التكنولوجي والنفوذ الاقتصادي الكلي وكذلك من خلال جذب المدينة على أكبر قدر من الإستثمارات الأجنبية مقارنًة في أي مدينة عالمية.

## برلين
خطط أدولف هتلر، ديكتاتور الرايخ الثالث، كجزء من أعماله المقترحة لجعل برلين «كابوت موندي»، وطلب من ألبرت شبير إقامة مشروع جرمانيا عاصمة العالم لعاصمة ألمانية جديدة.

## مدينة نيويورك

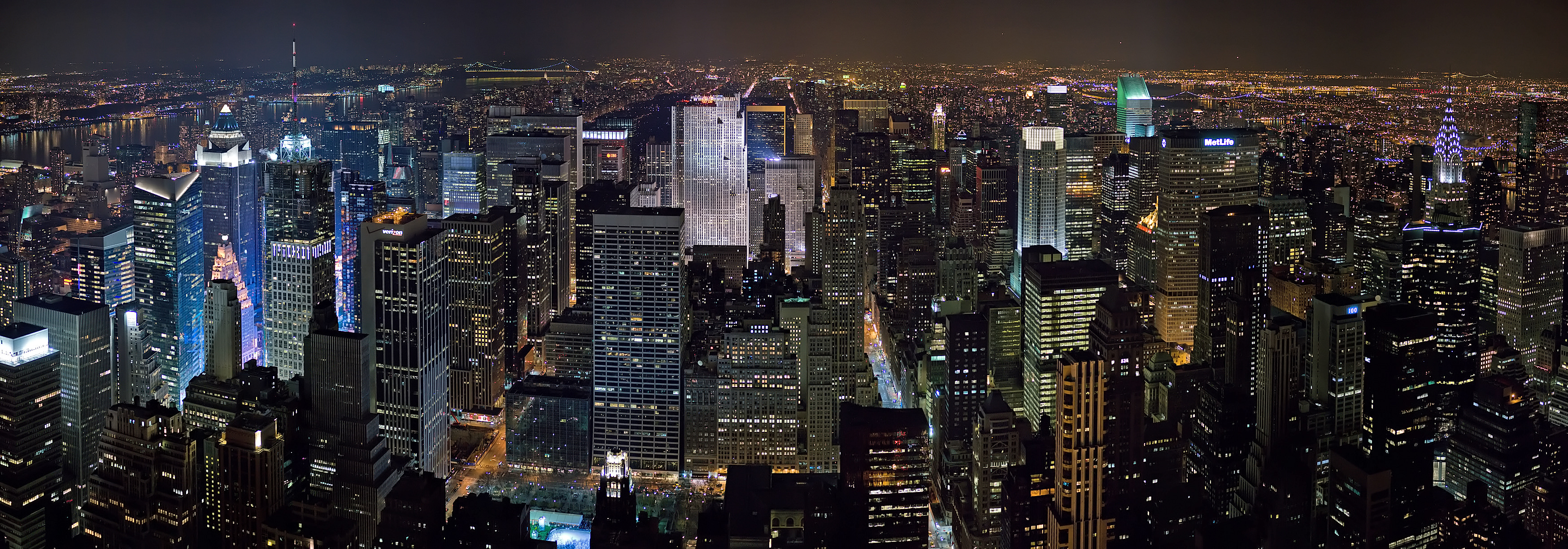
مدينة نيويورك.

تُعد مدينة نيويورك، المدينة الأكثر اكتظاظًا بالسكان في الولايات المتحدة الأمريكية، في بعض الأحيان يتم وصف المدينة من خلال العبارة (اللاتينية: Novum Caput Mundi) والتي تعني حرفيًا («رأس المال الجديد في العالم»)؛ أو «عاصمة العالم». وكونها مدينة عالمية رائدة، تُمارس نيويورك تأثيرًا قويًّا على الصعيد العالمي التجاري والمالية وعلى الإعلام والفن والأزياء والبحوث والتكنولوجيا، والتعليم، والترفيه. وتعتبر المدينة المقر الرئيسي لمنظمة الأمم المتحدة، وبالتالي تعتبر المدينة مركزًا مهمًا للشؤون الدولية، على الرغم من عدم كونها العاصمة الحديثة للولايات المتحدة أو حتى ولاية نيويورك. ويتحدث سكان مدينة نيويورك حوالي 800 لغة مما يجعلها المدينة الأكثر تنوعًا لغويًا في العالم.
العديد من الشركات الخاصة الوطنية والدوليّة لها مقر في مدينة نيويورك. تعد منطقة وول ستريت، في مانهاتن السفلى، المركز المالي الرئيسي في العالم. وتعد موطنا لبورصة نيويورك، أكبر بورصة في العالم في إجمالي القيمة السوقية للشركات المدرجة فيه. إحتلت مدينة نيويورك قد احتلت المرتبة الأولى بين المدن في جميع أنحاء العالم في جذب رؤوس الأموال ورجال الأعمال والسياح.

## واشنطن العاصمة
واشنطن العاصمة عاصمة الولايات المتحدة الأمريكية ومقر الحكومة الفيدرالية الأمريكية، كما تعد مقار لعديد من المنظمات الدولية الهامة مثل البنك الدولي وصندوق النقد الدولي، ومنظمة الدول الأمريكية. كما يُطلق على واشنطن اسم عاصمة في العالم.